# Curtiss Model L
Curtiss Model L (Curtiss Model 9) – amerykański trójpłatowiec zaprojektowany i budowany przez Curtiss Aeroplane and Motor Company na początku XX wieku.  Używany był jako samolot szkoleniowy w lotnictwie cywilnym, a także w siłach lotniczych United States Navy i United States Army.

## Historia
Samolot powstał pod koniec 1916, został zaprojektowany jako dwumiejscowy trójpłatowiec szkolno-treningowy.
Samolot miał rzadko spotykaną konfigurację kokpitu - pilot i uczeń siedzieli obok siebie, a nie jak zazwyczaj jeden za drugim.  Z powodu tak wybranej konfiguracji kokpitu, samolot miał dość szeroki kadłub który zwężał się w kierunku ogona w płaszczyźnie poziomej, a nie jak zazwyczaj w płaszczyźnie pionowej.  Wybrany układ trójpłatowca był spotykana w ówczesnym czasie, ale skrzydła Modelu L miały znacznie większe odstępy niż w typowych samolotach tego typu co wymagało innego układu rozpórek.  Górne i środkowe skrzydła miały taką samą rozpiętość, dolne skrzydło było krótsze.  Samolot był napędzany silnikiem widlastym typu Curtiss OX-2 o mocy 90 KM.
Model L był produkowany seryjnie, część egzemplarzy służyła w szkołach lotniczych Curtissa, część została sprzedana użytkownikom cywilnym, a po wejściu Stanów Zjednoczonych do I wojny światowej kilka zostało zakupionych przez siły powietrzne United States Navy i United States Army. 
Pierwszy, cywilny model nosił oznaczenie Model L (Model 9 - numer oznacza, że był to dziewiąty, oryginalny projekt Curtissa).
Drugi model, ze zmienionym ogonem i układem rozpórek, otrzymał oznaczenie L-1.  Był to pierwszy samolot Curtissa którego druga wersja została oznaczona jako „-1”, we wcześniejszych samolotach druga wersja była oznaczana jako „-2”. 
Trzecia wersja samolotu, L-2, została zbudowana jako wodnosamolot pływakowy i była napędzana silnikiem Curtiss OXX o mocy 100 KM.
United States Navy zakupiła trzy samoloty w wersji L-2 (numery seryjne USN A291/293).  Początkowo samoloty Marynarki miały taki sam układ skrzydeł jak model L i L-1, ale w późniejszym czasie rozpiętość dolnego skrzydła została powiększona do takie samej rozpiętości jak dwóch wyższych skrzydeł.
Źródła różnią się szczegółami co do ilości samolotów zakupionych przez lotnictwo Armii.  Według jednego źródła zakupiono po jednym samolocie w wersji L-1 i L-2, numery seryjne odpowiednio 473 i 475, według innego zakupiono łącznie cztery samoloty L-2 (numery seryjne 473-476).
W żadnej z wersji samolot nie był uzbrojony, ale w wersji L-2, znanej także Triplane Scout, istniała możliwość zainstalowania uzbrojenia, a sam samolot określany jest jako scout czyli ówczesnym amerykańskim określeniem samolotu myśliwskiego.
Skrzydła modelu L zostały także wykorzystane przy budowie samolotu Curtiss Autoplane.